# Camponotus chloroticus
Camponotus chloroticus é uma espécie de inseto do gênero Camponotus, pertencente à família Formicidae.